# Khatanga
Khatanga (russisk: Хатанга) er en flod i Krasnojarsk kraj i Rusland. Den begynder ved sammenløbet af floderne Kotuj og Kheta, og løber derefter 227 km mod nordøst til den munder ud i Khatangabugten i Laptevhavet.
Medregnet Kotuj, den længste tilløbsflod, er Khatanga 1636 km lang, med et afvandingsområde på 364.000 km². Der er over 112.000 indsøer i Khatangas afvandingsområde, med et samlet areal på 11.600 km².
Floden fryser til i månedsskiftet september-oktober og er frosset over til først i juni. Den er sejlbar i hele sin længde, men på grund af is og flom er det kun midt på sommeren det i praksis er muligt at færdes med båd på floden. Khatanga er meget fiskerig.
Flodhavnen og landsbyen Khatanga ligger ved flodens høfre (sydlige) bred, omkring 15 km nedstrøms fra Kotuj/Kheta-sammenløbet.
73°11′14″N 106°12′25″Ø / 73.1872°N 106.2069°Ø